# Periclimenaeus orontes
Periclimenaeus orontes är en kräftdjursart som beskrevs av Bruce 1986. Periclimenaeus orontes ingår i släktet Periclimenaeus och familjen Palaemonidae. Inga underarter finns listade i Catalogue of Life.